# Ваклиново
Вакли́ново (болг. Ваклиново) — село в Благоєвградській області Болгарії. Входить до складу громади Сатовча.

## Населення
За даними перепису населення 2011 року у селі проживали 958 осіб.
Національний склад населення села:
| Національність   | Кількість осіб | Відсоток |
| ---------------- | -------------- | -------- |
| болгари          | 537            | 90,7%    |
| інша             | 7              | 1,2%     |
| не визначились   | 45             | 7,6%     |
| Всього відповіли | 592            |          |

Розподіл населення за віком у 2011 році:
Динаміка населення: